# Velika Kneževina Moskva
Velika Kneževina Moskva (rus. Великое княжество Московское) naziv je za srednjovjekovnu rusku državu osnovanu 1283. godine. Godine 1327. glavni grad kneževine bila je Moskva gdje je prenijeta sva politička kontrola iz obližnjeg staroruskog grada Vladimira. Kneževina se nalazila pod mongolskim protektoratom sve do formiranja Moskovskog Carstva 1547. godine. 
Velika Kneževina Moskva je poput svoje sljednice Moskovskog Carstva (rus. Московское государство) u zapadnim dokumentima bilježena skraćenicom Moskovija (rus. Московия). Obje srednjovjekovne ruske države danas su često definirane njihovim sinonimom kao srednjovjekovno Rusko Carstvo ili jednostavno Rusija.

## Vanjske poveznice
- Russian History Encyclopedia: Muscovy (eng.)
- Московское великое княжество (rus.)